# Matteröds socken
Matteröds socken i Skåne ingick i Västra Göinge härad, ingår sedan 1974 i Hässleholms kommun och motsvarar från 2016 Matteröds distrikt.
Socknens areal är 55,03 kvadratkilometer varav 53,33 land. År 2000 fanns här 472 invånare.  Kyrkbyn Matteröd med sockenkyrkan Matteröds kyrka ligger i socknen.

## Administrativ historik
Socknen har medeltida ursprung.
Vid kommunreformen 1862 övergick socknens ansvar för de kyrkliga frågorna till Matteröds församling och för de borgerliga frågorna bildades Matteröds landskommun. Landskommunen uppgick 1952 i Tyringe landskommun som uppgick 1974 i Hässleholms kommun. Församlingen uppgick 2010 i Tyringe församling.
1 januari 2016 inrättades distriktet Matteröd, med samma omfattning som församlingen hade 1999/2000.  
Socknen har tillhört län, fögderier, tingslag och domsagor enligt vad som beskrivs i artikeln Västra Göinge härad. De indelta soldaterna tillhörde Norra skånska infanteriregementet, Västra Göinge kompani och Skånska husarregementet, Livskvadron, Livkompaniet.

## Geografi
Matteröds socken ligger sydväst om Hässleholm med Finjasjön i nordost. Socknen är en kuperad skogs- och odlingsbygd.

## Fornlämningar
Från järnåldern finns gravhögar och resta stenar.

## Namnet
Namnet skrevs 1466 Mathelrydh och kommer från kyrkbyn. Efterleden är ryd, 'röjning'. Förleden kan vara kvinnonamnet Makthild..